# Pfaffengrund
Pfaffengrund – dzielnica w Heidelbergu (Badenia-Wirtembergia). Pfaffengrund rozciąga się na obszarze 3,61 km² i liczy 7412 mieszkańców (203 os./km²). Dzielnica na południu ma charakter mieszkalny, zaś na północy dominuje przemysł. W 1920 powstała Pfaffengrundstraße a wraz z nią pierwsze budynki w dzielnicy.